# ビデオサービス
株式会社 ビデオサービスは、東京都港区にある国内最大手の映像機器・音響機器等のレンタル会社。

## おもなレンタル機材
- ソニー
  - F35
  - F23
  - SRW-9000PL
  - SRW-9000
  - HDW-F900r
  - HDW-790
  - PDW-700
  - PMW-EX3
  - HVR-Z5J
  - HXR-NX5J
  - SRW-5800
  - SRW-5500
  - SRW-1/SRPC-1
  - HDW-S2000
  - HDW-1800
  - HDW-250
  - PDW-HD1500
  - PDW-HR1
  - HVR-1500A

- パナソニック
  - AJ-HDC27H
  - AJ-HDX900
  - AJ-HD1400
  - AJ-HPX3000G
  - AJ-HPM200
- RED DIGITAL CINEMA
  - RED ONE
  - RED MONSTRO
  - RED HELIUM
  - RED GEMINI

## 主な実績作品
映画
テレビドラマ
インターネット配信

## 主な取引先
- テレビ局
  - 日本放送協会
  - 日本テレビ放送網
  - TBSテレビ
  - フジテレビジョン
  - テレビ朝日
- ケーブルテレビ局
- テレビ制作会社
- テレビ技術会社

## 所属団体
- 日本映画撮影監督協会
- （社）日本映画テレビプロデューサー協会
- （社）日本映画テレビ技術協会
- （社）日本アド・コンテンツ制作社連盟
- 日本ビデオコミュニケーション協会
- （社）日本ポストプロダクション協会
- 特定ラジオマイク利用者連盟
- ディジタルシネマ・コンソーシアム